# Lijst van gemeentelijke monumenten in Maastricht
Maastricht heeft 3.678 panden/objecten die zijn beschreven als gemeentelijke monumenten in 1.875 regels (monumentnummers), verdeeld over 7 wijken (44 buurten).
Daarmee staat de gemeente, zowel qua aantal panden/objecten als het aantal regels/monumentnummers, boven Utrecht op de eerste plaats in Nederland.. 

## Centrum
Het stadsdeel Maastricht-Centrum kent 1.451 panden/objecten die als gemeentelijk monument zijn beschreven in 1.053 regels (monumentnummers).

## Noordoost
Het stadsdeel Maastricht-Noordoost kent 72 panden/objecten die als gemeentelijk monument zijn beschreven in 69 regels (monumentnummers).

## Oost
Het stadsdeel Maastricht-Oost kent 796 panden/objecten die als gemeentelijk monument zijn beschreven in 216 regels (monumentnummers).

## Zuidoost
Het stadsdeel Maastricht-Zuidoost kent 180 panden/objecten die als gemeentelijk monument zijn beschreven in 84 regels (monumentnummers).

## Zuidwest
Het stadsdeel Maastricht-Zuidwest kent 444 panden/objecten die als gemeentelijk monument zijn beschreven in 247 regels (monumentnummers).

## West
Het stadsdeel Maastricht-West kent 617 panden/objecten die als gemeentelijk monument zijn beschreven in 165 regels (monumentnummers).

## Noordwest
Het stadsdeel Maastricht-Noordwest kent 118 panden/objecten die als gemeentelijk monument zijn beschreven in 41 regels (monumentnummers).